# Rio Corcodanu
O Rio Corcodanu é um rio da Romênia, afluente do Boşorogu, localizado no distrito de Alba.